# Еврейский атеизм
Еврейский атеизм — атеизм людей еврейского происхождения. Широко известно общее определение атеизма, данное известным евреем-атеистом Карлом Марксом, как отрицание Бога, и определение, данное им религии, как опиума народа. При этом нет абстрактного атеизма, есть христианский, мусульманский, иудейский атеизм. Чем больше верований, тем больше возможностей стать еретиком и чем жёстче ортодоксальность, тем более мягкое отклонение считается ортодоксами ересью.
Еврейский атеизм имеет долгую историю, особенно заметную в XIX и XX веках, когда многие евреи принимали светские и социалистические идеалы. В частности, в Советском Союзе и других странах Восточной Европы многие евреи становились атеистами под влиянием коммунистической идеологии.
Еврейский секуляризм описывает евреев, не отрицающих открыто существование Бога, но не считающих, что это важная часть их еврейства. Обычно теизм подразумевает полное соблюдение религиозных обрядов, а атеизм— отказ от религиозной практики, но для иудаизма и евреев это не так, иудаизм допускает разделение веры и практики, не требуя обязательной веры. Еврейская идентичность включает в себя не только иудаизм, но и этнические и культурные компоненты. Иудаизм-цивилизация, согласно гуманистическому иудаизму, это совокупный культурный и исторический опыт еврейского народа, то есть множество языков, обширная литература, искусство, танцы, музыка, еда, а не просто набор религиозных верований и практик. Галаха признаёт атеиста, рождённого от матери-еврейки, евреем. Еврейский секуляризм имеет давнюю традицию в Соединённых Штатах, но кардинально отличается от секуляризма в Израиле.
Отношение к еврейскому атеизму со стороны разных течений иудаизма может быть разным, от равнодушия и отрицания, до позитива (рав Кук).
Известно множество критиков еврейского атеизма, из современных — Деннис Прагер и Джозеф Телушкин.
Некоторые евреи-атеисты активны в секулярных и гуманистических движениях, которые выступают за разделение церкви и государства, права человека и научное мировоззрение.

## История
Еврей Барух Спиноза считается еврейским провозвестником светской эпохи. Пьер Бейль в своём Историческом и критическом словаре назвал Спинозу величайшим атеистом. Еврейские мыслители XIX века особенно рьяно обвиняли Спинозу в атеизме (критикуя его труд «Этика»), особенно в части отрицания им откровения, но это не был атеизм в современном понимании.
Во времена просвещения появилось движение Хаскала, повлёкшее за собой реформирование иудаизма, ортопраксию, как противопоставление ортодоксии, атеизм с соблюдением части религиозных обрядов. Идеи Мозеса Мендельсона, основоположника и духовного вождя движения Хаскала, оказали огромное влияние на развитие идей немецкого просвещения и реформистский иудаизм в XIX веке, а его философский спор с Фридрихом Якоби, который обвинил Лессинга, друга Мендельсона, в спинозизме, то есть атеизме, стал формирующим фактором еврейской мысли XIX века. Радикальные еврейские представители движения Хаскала (Саул Ашер, Лазарус Бендавид, Перес Питер Бир) пошли намного дальше Мендельсона, они предлагали свести иудаизм к деизму, хотя и без отказа от концепции божественного откровения.
Учёные германского общества «Науки иудаизма» (основано в 1819 году) изучали иудаизм одновременно как светскую цивилизацию и религию, закладывая понятие еврейской идентичности, среди них был ярый противник религии Мориц Штайншнейдер. Отцом еврейского секуляризма стал Ахад-ха-Ам.Ахад, другими выдающимися еврейскими секуляристами XIX века были Миха Бердычевский, Семён Дубнов, Хаим Житловский. В XX веке существовал феномен атеистических и светских еврейских организаций, от еврейского социалистического Бунда (представитель идишист, идеолог бундовской партии А. Литвак (Хаим Янкль Гельфанд) в Польше до современного Конгресса Светских Еврейских Организаций и Общества Гуманистического иудаизма в Соединённых Штатах.
В 1914 году в эссе «Atheistic Theology» («Атеистическая теология») критик атеизма Франц Розенцвейг впервые поднял вопрос об актуальности атеизма для еврейской мысли XX века, споря с Мартином Бубером и другими философами о связи между иудаизмом и еврейством, одинаково отрицая мистицизм и рационализм, в частности в лице Спинозы, приписывая самому рациональному мышлению атеистическую природу, а также назвав атеизмом любую попытку убрать идею откровения .

## Еврейская идентичность
Фрейд, еврей-атеист, определял свою еврейскую идентичность, как ясное осознание внутренней идентичности, безопасной уединенности общей психологической структуры и при этом отсутствие веры.
В наше время практикуются следующие пути самоидентификации еврейства:
- религиозная практика иудаизма, даже без веры
- через память о Холокосте (было характерно для евреев США на 2001 год[37])
- сионизм.

Евреи-атеисты не верят в существование Бога или сверхъестественных сил, но при этом могут сохранять свою культурную или этническую идентичность как евреи, с различной степенью религиозности. Многие евреи считают еврейскую религиозную практику необходимой для долгосрочного сохранения еврейского народа, еврейской преемственности, и могут заниматься ею при отсутствии религиозных убеждений.
Вопреки распространенному мнению, термин «еврейский атеизм» не является противоречием, поскольку еврейская идентичность включает в себя не только религиозные компоненты, но также этнические и культурные. Акцент еврейского закона на происхождении по линии матери означает, что даже религиозно консервативные ортодоксальные еврейские власти признают атеиста, рождённого от еврейской матери, полностью евреем.

## Еврейский секуляризм
Еврейский секуляризм описывает светских евреев, не отрицающих открыто существование Бога, но также не считающих, что это важная часть их еврейства. Еврейский секуляризм включает: идентификацию с еврейской историей и народностью, погружение в еврейскую литературу (включая таких нерелигиозных еврейских авторов, как Филип Рот и Амос Оз), потребление еврейской еды, использование еврейского юмора и привязанность к еврейским языкам(идиш, иврит или ладино).
Феномен атеизма среди евреев имеет амбивалентную природу, так многие еврейские атеисты, несмотря на отказ от религиозных верований, продолжают ценить и поддерживать еврейскую культурную и этническую идентичность.
Атеисты могут считать происхождение (божественное или человеческое изобретение) религиозной практики неважным и соблюдать религиозные практики. Для атеистов Бог не является источником императива, вместо этого источником является приверженность своей этнической идентичности, а религиозная практика может считаться атеистами необходимой для (сохранения) этой идентичности.
Нетеистические причины для соблюдения религиозных практик:
- сентиментальная ценность
- обеспечение чувства традиции
- добавление ещё одного ценного измерения в семейную жизнь
- полезность для детей
- средство выражения (этнической) идентичности
- для удобства[42]
- по прихоти[42].

Высокий процент израильских евреев считают себя светскими, при этом:
- некоторые отвергают определённые религиозные обряды, однако Седер Песах —наиболее соблюдаемый обряд среди нерелигиозных евреев всего мира[45], а шаббат может соблюдаться атеистами, как древняя традиция (пример в документальном сериале Еврейское счастье, где соблюдение шаббата открывает возможность просто пообщаться со своими детьми весь день без фаббинга и боязни пропустить интересное). Наиболее соблюдаемыми обрядами является обрезание (как идентификация еврейства), чтение молитвы Шма[42], наиболее отмечаемыми праздниками Седер Песах, ссудный день (Йом кипур)[12]. Соблюдение ограниченного набора еврейских обрядов достаточно для удовлетворения чувства идентичности светских евреев, но доктринальное содержание не воспринимается с полной интеллектуальной серьёзностью[12]
- некоторые не рассматривают себя только евреями, предпочитая называть себя исключительно атеистами
- некоторые считают иудаизм культурой и традицией, которую можно принять без религиозной веры, несмотря на то, что еврейская культура вращается вокруг авраамических представлений о Боге.

Некоторые еврейские атеисты активно участвуют в светских и гуманистических движениях, которые выступают за отделение церкви от государства, права человека и научное мировоззрение.

### Еврейский секуляризм в США
Еврейский секуляризм имеет давнюю традицию в Соединённых Штатах. Значительная часть современных евреев США идентифицируют себя как атеисты или агностики. На такую идентификацию влияют разные факторы, включая недостаток глубокого понимания еврейских религиозных учений и стремление найти еврейскую идентичность вне традиционных религиозных рамок. Исследование, проведенное в 2013 году Исследовательским Центром Пью, показало, что 62 % американских евреев, называющих себя евреями, считают, что быть евреем — в основном, это вопрос происхождения и культуры, и только 15 % считают это вопросом религии. Даже среди евреев по вероисповеданию 55 % считают, что быть евреем — в основном, это вопрос происхождения и культуры, а 66 % говорят, что для того, чтобы быть евреем, не обязательно верить в Бога.

### Секуляризм в Израиле
Израиль никогда не считался полностью светским государством. Многие религиозные символы нашли свое отражение в национальных символах Израиля, так флаг страны похож на талит, на национальном гербе изображена менора, гимн «Ха-Тиква» включает отсылки к религии. Контроль над браком, похоронами и другими вопросами принадлежит четырнадцати признанным государством автономным религиозным общинам.
Секуляризм в Израиле связан с историей государства. Нынешних израисльских секуляристов изредка уподобляют древним эллинистам, но именуют при этом всё же не «митъявним», а «хилоним» (ивр. מתיוונים‎, митъявним отсылка к восстанию Маккавеев II века до н. э. против эллинистов, приверженцев чуждой греческой культуры, отсылка к празднику Ханука).
Хилоним (ивр. חילונים‎, «светские», «секулярные») представляют собой социальную категорию в Израиле (43,2 % населения Израиля, из них атеистами являются лишь 20 %). Хилоним являются наименее религиозным сегментом израильских евреев (более религиозны масортим и религиозные сионисты, крайне религиозны харедим). В американской еврейской общине нет хилоним. Многие из светских израильтян считаются религиозными по американским меркам. Ашкеназы, как коренные, так и постсоветские иммигранты, склонны описывать себя как «светские», даже когда они соблюдают, а мизрахим и сефарды считают себя «традиционными», независимо от образа жизни и убеждений. «Светский» — это общепринятый ярлык для обозначения людей, которые не практикуют последовательно ритуальное поведение, предписанное ортодоксальным иудаизмом. Используется термин «полностью несоблюдающие» для полностью светских людей. Неверие в Мессию и Загробный мир тесно коррелирует со светкостью.
В Израиле секуляризм населенных пунктов различается: Тель-Авив считается наиболее светским и развлекательные учреждения работают даже в субботу, Иерусалим — религиозным, с большим количеством ортодоксальных евреев (религиозных сионистов, а также ультраортодоксов).
Руководитель образовательной программы «Бейт Прат — Мидраша Исраэлит» Регев Бен-Давид в своей статье «Беседа о еврейском секуляризме» (ивр. מדברים על חילוניות יהודית‎):
- отмечает различие между собственно «секуляризмом» и «хилониютом» («еврейским секуляризмом»)
- обсуждает выделение таким автором, как Шлосси Сассон, различий между «еврейским секуляризмом» и «постеврейским секуляризмом»
- обсуждает выделение таким автором, как Миха Гудман, бунтующего светского подхода и трёх альтернативных светских позиций, опирающихся на еврейское наследие (культурное — на Ахад ха-Ама; духовное — на А. Д. Гордона, и галахическое — на Бялика)".[9].

Различают четыре светских типа отношения к религиозному наследию:
- «Нееврейский секуляризм» — разрыв и полное отделение от иудаизма, противопоставление ему сионизма (радикальная версия ханаанство).
- «Еврейско-секулярный модернизм»— историческая преемственность. Согласно этому подходу, секуляризм — это новая еврейская сущность, которая является настоящим и будущим религиозного иудаизма.
- «Библейское возрождение»: секуляризм как наследник раннего иудаизма
- «Наследный секуляризм» (ивр. חילוניות מוראשתית‎, «хилониют мораштит»): секуляризм из недр самого еврейского народа, как плод его национального духа.

Нееврейский секуляризм
Нееврейский секуляризм в его радикальной версии «ханаанства» («ханаанит», хаанаанейцы) призывает к полному отказу от еврейских корней и строительству своей идентичности на основе древних цивилизаций Ближнего Востока, в частности ханаанской. Противопоставляет себя ультраортодоксальному подходу некоторых религиозных групп, считающих, что единственной нитью, связующей евреев всех эпох, является галаха, при этом обе стороны едины в том, что современная светская израильская культура не является продолжением предшествующего ей еврейского прошлого.
Еврейско-секулярный модернизм
Еврейско-секулярный модернизм (Герцль, книга Altneuiland, «Обновлённая земля») признаёт, что еврейское прошлое является религиозным, однако настоящее и будущее требуют других форм принадлежности. Является наиболее распространенным подходом среди светской общественности.
Светский характер такого подхода выражается в: подтверждении принадлежности к еврейству и его культуре за вычетом религиозных обязательств; и в приверженности просвещению и прогрессу.
Библейское возрождение
Библейское возрождение" отвергает тезис о том, что еврейское прошлое было «религиозным». Соответственно, современный светский еврей, безусловно, продолжает еврейское прошлое — но древнее прошлое, а не непосредственно ему предшествующее. Представителями такого подхода были многие сионисты-социалисты (Нахман Сыркин и Давид Бен-Гурион) и ревизионисты. Основатель Израиля — Давид Бен-Гурион был известен своим атеизмом в молодости, нерелигиозностью в течение жизни, при этом он много цитировал Тору и Танах в своих речах, а в последние годы жизни стал уделять внимание иудаизму больше.
Наследный секуляризм
Наследный секуляризм рассматривает всю еврейскую культуру как творение национального гения (движение Ховевей-Цион, любящие Сион). Современная светская культура Израиля рассматривается как естественное продолжение исторического иудаизма. Преемниками Ахад-ха-Ама в этом отношении являются Бялик и Берл Кацнельсон. Многие из основателей сионизма были наследными секуляристами (Моисей Гесс, Зеев Жаботинский).

## Еврейская теология и атеизм
Отмечено присутствие атеистов во многих конфессиях современного иудаизма от светского гуманистического до консервативного.
В 1969 году в США было основано «Общество гуманистического иудаизма» (30 тысяч членов), отвергающее существование Бога (представитель рабби Шервин Вайн), понимающее иудаизм как цивилизацию, этические ценности и общую судьбу еврейского народа. Иудаизм-цивилизация, согласно гуманистическому иудаизму, это совокупный культурный и исторический опыт еврейского народа, то есть множество языков, обширная литература, искусство, танцы, музыка, еда, а не просто набор религиозных верований и практик.
Многие еврейские атеисты чувствуют себя комфортно в рамках любой из трех основных неортодоксальных еврейских конфессий (реформистской, консервативной и реконструктивистской), так как иудаизм делает акцент на практике, а не на вере, и вера в Бога не является необходимой предпосылкой для соблюдения еврейских обрядов. Однако ортодоксальный иудаизм считает обязательным принятие понятия Бога иудаизма и принятие веры о божественном происхождении Торы, а реформистское движение отвергло атеистические храмы, несмотря на то, что многие евреи-реформисты являются атеистами/агностиками. Отношение к еврейскому атеизму со стороны разных течений иудаизма может быть разным, от равнодушия и отрицания, до позитива (рав Кук).
Реформистский иудаизм XIX и начала XX веков в США (стал доминирующей формой к 1880-м годам, раввины Исаак Майер Уайз, Кауфман Колер, Эмиль Густав Хирш, Джозеф Краускопф, Аарон Хан, Дж. Леонард Леви) сформировался под влиянием взаимодействия с такими известными скептиками и атеистами, как Роберт Ингерсолл и Феликс Адлер, приобретя панентеистический характер, что многими рассматривалось как атеистическое, или поддерживающее атеистические тенденции, течение.
Либеральная еврейская теология совместима с атеизмом на онтологическом уровне, так как выдвигает мало метафизических требований.
Основатель реконструктивистского иудаизма Мордехай Каплан придерживался религиозного натурализма, в то время как некоторые теологи после Холокоста также избегали теории «Персонифицированного Бога» . Еврейский философ Говард Ветштейн выдвинул неметафизический подход к религиозным обязательствам, согласно которому метафизический теизм-атеизм не является проблемой. Гарольд Шульвайс, реконструктивистский раввин, утверждает, что еврейское богословие должно перейти от акцента на Боге к акценту на «благочестии» («теология предикатов»).

## Известные евреи-атеисты
Многие известные евреи были атеистами или агностиками, в том числе Альберт Эйнштейн, Карл Маркс и Зигмунд Фрейд.
Известными евреям-атеистами были Емельян Ярославский, Виталий Гинзбург.
Карл Маркс родился в еврейской семье, но вырос в лютеранстве, и является одним из самых известных и влиятельных мыслителей-атеистов современной истории. Маркс оказал большое влияние на других выдающихся еврейских интеллектуалов, включая Мозеса Гесса.
Зигмунд Фрейд, основатель психоанализа, в письме (1918 год) швейцарскому аналитику-пастору Оскару Пфистеру, называет себя совершенно безбожным евреем, упрекая верующих в том, что никто из них не создал психоанализ. В своей работе «Будущее одной иллюзии» Фрейд отвергает религиозные убеждения, но подчеркивает при этом психологическое и культурное значение еврейской идентичности.
Другие выдающиеся еврейские атеисты также сохраняли свою культурную идентичность. Но были и такие, как анархистка Эмма Гольдман, которая родилась в ортодоксальной еврейской семье и отвергла веру в Бога
Премьер-министр Израиля Голда Меир, когда её спросили, верит ли она в Бога, ответила дипломатично: «Я верю в еврейский народ, и еврейский народ верит в Бога». О Давиде Бен-Гурионе, основателе Израиля, известном своим атеизмом, часто говорили: «Хотя он не верил в Бога, кажется, Бог верил в него».
В мире развлечений Вуди Аллен сделал карьеру на противоречиях между своим еврейством и религиозными сомнениями («Не только нет Бога, но попробуйте нанять сантехника по выходным»).
Дэвид Сильверман, президент организации «Американские атеисты» с 2010 по 2018 год, после бар-мицвы поклялся, что никогда больше не будет лгать о том, что он не атеист.
Американский еврейский писатель Филип Рот был откровенным атеистом и называл себя антирелигиозным.
Кроме того, в интервью с еврейскими атеистами, опубликованном в журнале Tablet, подчеркивается, что многие из них продолжают соблюдать еврейские традиции и участвовать в культурных мероприятиях, несмотря на отказ от религиозных убеждений. Это демонстрирует амбивалентность, когда культурно-этническая идентичность и определённая религиозность сохраняется даже при отсутствии веры в Бога.
Еврейская идентичность трансформируется и сохраняется, несмотря на отсутствие веры в Бога, что делает атеизм среди евреев интересным объектом для междисциплинарных исследований.

## Советские евреи-атеисты
В Советском Союзе (и других странах Восточной Европы, относящихся к соцлагерю) многие евреи стали атеистами под влиянием коммунистической идеологии. Советская власть проводила политику ассимиляции евреев, борьбы с иудаизмом и языком иврит (разрешая идиш) на уровне государственной политики. Русские православные иммигранты из бывшего Советского Союза, прибывшие в соответствии с Законом о возвращении, в Израиле часто не регистрируют свою веру и считаются «неклассифицированными».